# وشم تاشانوفسکی
وشم تاشانوفسکی (نام علمی: Nothoprocta taczanowskii) نام یک گونه از زیرخانواده وشم‌های بیابانی است.